# دیوید واتسون
دیوید واتسون (انگلیسی: David Watson؛ ۷ فوریه ۱۸۶۹ – ۱۹ فوریهٔ ۱۹۲۲) فرد نظامی اهل کانادا بود. وی همچنین برندهٔ جوایزی همچون نشان حمام شده‌است.
واتسون، پسر ویلیام واتسون و جین گرانت، متولد شهر کبک، روزنامه‌نگار روزنامه‌ی کبک مورنینگ کرونیکل (که بعدها فقط کبک کرونیکل نامیده شد) بود. او بعدها مدیر کل روزنامه و مدیر کل ناشر آن شد.
او دوران نظامی خود را به عنوان سرباز وظیفه در هنگ هشتم تفنگداران سلطنتی آغاز کرد. او در سال ۱۹۰۳ به درجه ستوان و سپس کاپیتان، در سال ۱۹۱۰ به درجه سرگردی و در سال ۱۹۱۲ به درجه سرهنگ دومی ارتقا یافت. در سال ۱۹۱۴، او در نیروی اعزامی کانادا ثبت نام کرد و به زودی فرماندهی گردان دوم، سی‌ئی‌اف، به او سپرده شد. او در سال ۱۹۱۵ به درجه سرتیپ ارتقا یافت و فرماندهی تیپ پنجم، لشکر دوم کانادا را بر عهده گرفت.  او در آوریل ۱۹۱۶ به درجه سرلشکری ارتقا یافت و فرماندهی لشکر چهارم کانادا را پس از تأسیس آن در سال ۱۹۱۶ بر عهده گرفت. او با کمک ادموند آیرونساید، فرماندهی‌های مختلف خود را در بیشتر نبردهای بزرگ کانادایی جنگ جهانی اول، از جمله نبرد دوم ایپر، نبرد سوم، نبرد ویمی ریج، نبرد پاسچندال، نبرد آمیان، نبرد دوم آراس و نبرد کامبره، بر عهده داشت.

در اواخر سال ۱۹۱۷، او و ویکتور اودلوم، فرمانده خود، آرتور کوری، را از اتهام اختلاس که به پایان دوران حرفه‌ای‌اش منجر شد، نجات دادند. آنها به کوری پول کافی «قرض» دادند تا بتواند مبلغ بسیار زیادی را که قبل از جنگ از صندوق‌های هنگ دزدیده بود، بازپرداخت کند.

پس از جنگ، او کار خود را در روزنامه کبک کرونیکل از سر گرفت و مالک اصلی آن شد. او همچنین رئیس کمیسیون بندر کبک بود. او در سال ۱۹۲۲ درگذشت.